# Korg
Korg Inc. (株式会社コルグ Kabushiki-gaisha Korugu?) este o companie multinațională japoneză care produce și comercializează instrumente muzicale electronice precum: clape și orgi electronice, sintetizatoare, effecte și procesoare de sunet, echipament pentru înregistrat etc. Sub denumirea de Vox, Korg produce și comercializează chitare electrice și amplificatoare.
Korg a fost înființată în 1962 de Tsutomu Katoh and Tadashi Osanai sub numele de Keio. Primul produs al companiei a fost Donca matic DA-20, un dispozitiv electro-mecanic de ritm. In 1967, Katoh a fost abordat de inginerul Fumio Mieda care dorea să construiască dispozitive muzicale cu clape. Așa a luat naștere, în 1968, prima orgă Keio denumită KORG. În 1973 a apărut primul sintetizator Keio MiniKORG. Alte instrumente celebre produse de Korg:
- 1978 – Sintetizatorul Korg MS-20
- 1981 – Sintetizatoarele Korg Mono/Poly și Polysix
- 1988 – Music Workstation Korg M1
- 1995 – Sintetizatorul Korg Prophecy și Workstation-ul Trinity
- 1999 – Începerea producției următoarelor serii de produse Workstation Korg Triton, controller-ul și samplerul Korg Kaos Pad, Groove-Machine Electribe
- 2000 – Începerea producției seriei de clape aranjor Korg Pa
- 2005 – Workstation Korg Oasys
- 2007 – Sintetizator Kaossilator
- 2013 – Seria Korg Volca